# كرة الطائرة في الدورة الرياضية العربية الثانية بيروت 1957

## نظام البطولة
اشترك في المسابقة ستة منتخبات عربية لعبت بطريقة الدوري من مرحلة واحدة بين الفرق الستة لتتويج الفريق صاحب العدد الأكبر من النقاط بالميدالية الذهبية ...!

## الدول المشاركة
| - لبنان - سوريا - تونس | - العراق - السعودية - ليبيا |

## النتائج
- النتائج المعروفة :
- تونس 3-صفر  السعودية
- العراق 3-صفر  ليبيا
- لبنان 1-3  سوريا
- تونس 3-صفر  سوريا
- العراق 3-صفر  السعودية
- لبنان 3-صفر  ليبيا
- تونس 3-صفر  ليبيا
- لبنان 3-صفر  السعودية
- تونس 3-صفر  لبنان
- تونس 3-صفر  العراق(انسحاب العراق)
- لبنان 3-صفر  العراق(انسحاب العراق)
- السعودية 3-صفر  العراق(انسحاب العراق)
- السعودية 1-3  ليبيا

## الترتيب النهائي
| اللعبة        | الذهبية | الفضية | البرونزية |
| ------------- | ------- | ------ | --------- |
| الكرة الطائرة | تونس    | لبنان  | سوريا     |